# England, My England
England, My England is een historische film van Tony Palmer uit 1995, gebaseerd op een scenario van toneelschrijver John Osborne. De prent is een poging tot een biografische film over de componist Henry Purcell, over wiens leven echter zeer weinig bekend is. Naar aanleiding van de driehonderdste verjaardag van Purcells overlijden werd de film op kerstavond 1995 op Channel 4 uitgezonden; John Osborne, een groot liefhebber van Purcells muziek, overleed echter voordat de film voltooid was. Charles Wood werkte het draaiboek af. Sommige scènes werden in Bulgarije opgenomen.
De film springt heen en weer tussen de jaren 60 van de twintigste eeuw en het tijdperk van de Restauratie; deze twee perioden worden onderling verweven doordat de acteurs Simon Callow en Lucy Speed zowel twintigste-eeuwse als zeventiende-eeuwse personages spelen, namelijk Charles II en Nell Gwyn respectievelijk, die in hun twintigste-eeuwse incarnaties eveneens Charles en Nell heten. De twintigste-eeuwse Charles poogt, met de schaarse informatie die hij vindt, een toneelstuk over Purcell te schrijven, en zijn personage maakt hierbij in sommige scènes een naadloze transformatie tot de 17de-eeuwse koning Charles door. Daarnaast werkt de film met een verteller onder de vorm van dichter John Dryden, vertolkt door Robert Stephens. De dialogen bevatten meerdere citaten uit onder andere Dryden, Samuel Pepys, Nahum Tate en de werken van Purcell.
Met uitzondering van een stukje William Walton en Benjamin Britten is alle muziek in de film van Henry Purcell en wordt vertolkt door het Monteverdi Choir en de English Baroque Soloists onder leiding van John Eliot Gardiner. Het koor en de solisten komen tevens in beeld en spelen zodoende mee in de film.

## Verhaal
De inleiding vangt met beelden van de zee aan. De stem van Dryden vertelt dat in het jaar 1660 twee wonderen zijn geschied die de geschiedenis van dit eiland voorgoed veranderd hebben, namelijk de restauratie van Charles Stuart en de geboorte van Henry Purcell: „Hij kwam uit de hemel.” Henry wordt als boreling door een gang gedragen door zijn oom en vader, die beiden als muzikant in de Chapel Royal werken. Charles landt op het strand met zijn broer James en Samuel Pepys. Hij plant zijn standaard in het zand en zegt: „Moge de hemel ons allen weer tot Engelsen maken.”

### De Restauratie

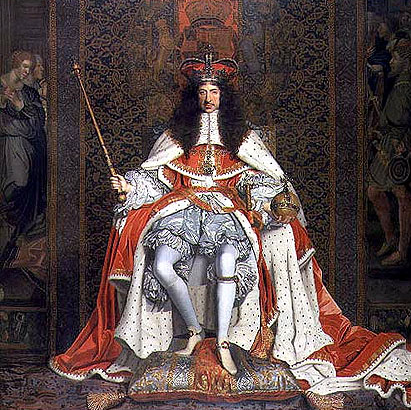
Charles in kroningsgewaden. Purcell was een boreling; de muziek op de kroning was in werkelijkheid grotendeels van Matthew Locke.

Vervolgens begint de eigenlijke film met de kroningsceremonie, waarbij Edward Hyde, Lord Clarendon, een toespraak geeft. De nieuw gekroonde koning werpt geld naar de kinderen, en baby Purcell bijt op een muntstuk.
Nu is Charles een acteur in het Londen van de jaren 60. Hij betreedt de scène als koning Karel II in een opvoering van het oude stuk In Good King Charles's Golden Days van George Bernard Shaw. Er zit nauwelijks publiek in de zaal, en Nell verhaspelt haar tekst. Na de voorstelling is de producer van het stuk, Bill Betterton, mateloos geïrriteerd: dit is het saaiste wat hij ooit gezien heeft, en het is duidelijk dat het stuk snel afgevoerd zal worden. „We kunnen doen wat we willen, zolang het niet saai is”, aldus Bill. Hij tracht Charles en Nell te inspireren door aan het gouden tijdperk te refereren: „Denk aan wetenschap, poëzie, muziek, Dryden, Milton [...] Wren, St Paul's, muziek. Purcell... Henry Purcell!” Hij zet vol ergernis de televisie uit, waarop net Twist and shout weerklinkt, en neuriet de ‘Round O’ uit Abdelazer van Aphra Behn.
De muziek vloeit over in een banket tijdens de Restauratie, waarop de ‘Round O’ gespeeld wordt. Charles zit aan de feestdis naast Nell Gwyn. Dryden draagt vers 32 tot 34 uit zijn panegyriek voor Charles uit 1661 voor, gevolgd door het laatste stanza uit zijn lijkdicht voor Oliver Cromwell uit 1659. De lijken van Cromwell en zijn moeder worden opgegraven.

### Purcells jeugdjaren
Purcell is een knaap in de Chapel Royal. Met zijn beste vriend Pelham Humfrey saboteert hij het orgel waarop zijn oom, de hofcomponist Thomas Purcell, net aan het componeren is. Thomas zit Henry achterna door het gebouw. De koormeester, kapitein Henry Cooke, geeft Henry een uitbrander en ziet dat de jongen een partituur met een zelf gecomponeerd liedje bij zich heeft. Thomas verzekert Cooke dat Henry het zonder hulp van anderen geschreven heeft, en ze besluiten het nummer uit te voeren. Het blijkt I attempt from love's sickness to fly te zijn. Cooke pocht tegen Matthew Locke (die niet in beeld verschijnt) dat hier een authentiek, door en door Engels werk te horen valt en dat ze die ‘vingt-quatre’ hier helemaal niet nodig hebben: dit is een verwijzing naar de Franse strijkkapel die met Charles naar Engeland was meegekomen. Cooke voorspelt Henry dat hij voor grootse dingen is voorbestemd, op voorwaarde dat hij op zijn viola da gamba blijft oefenen. Tijdens de les spreekt Cooke de leerlingen bemoedigend toe: de weg ligt open naar de welvaart. Alle leerlingen juichen en gooien hun papieren in de lucht.
De 20ste-eeuwse Charles mompelt in zijn slaap. Nelly klaagt dat er geen inkomsten zijn. Charles droomde dat hij in een toneelstuk over het leven van Henry Purcell de rol van koning Charles moest spelen, maar zijn tekst niet kende en überhaupt niets over de inhoud van het stuk wist. Nell leest Private Eye en antwoordt cynisch dat dromen de huur niet betalen. Charles is beledigd, trekt zijn kamerjas aan en verlaat de kamer. Hij komt meteen weer in de jaren 60 van de 17de eeuw terecht: enkele kingcharlesspaniëls lopen achter hem aan, en hij overlegt met Clarendon, die hem vertelt dat in de schatkist nog £ 11 zit en de staatsschuld meer dan drie miljoen bedraagt. Charles kan zijn muzikanten niet betalen, en toch spelen ze onverdroten verder, in dit geval de fantasie nr. 5 van Purcell.
Charles de acteur legt een plaat met sonates van Purcell op en overlegt met Bill over zijn plan om een toneelstuk over de componist te schrijven. Bill is in de London Library op speurtocht gegaan naar biografische gegevens, maar heeft helemaal niets gevonden. Het lied Close thine eyes, and sleep secure leidt de overgang naar de volgende scène in, waarin Charles en Nell aan het graf van Purcell in Westminster Abbey staan. Charles beledigt Nell door haar met een maîtresse van Karel II te vergelijken, en ze gaat er met een Duitse toerist vandoor.

### Vroege regering van Charles II
In de volgende scène zit koning Charles de ministervergadering voor. Iedereen schreeuwt en gooit met papieren. Met tegenzin ondertekent hij het doodsvonnis van de rechter die zijn vader heeft terechtgesteld, en verklaart laconiek dat er geen geld is om een oorlog tegen Nederland te beginnen: „De duivel schijt Hollanders.”
Charles, geflankeerd door Lady Castlemaine, wordt voorgesteld aan Catharina van Bragança, die hij allesbehalve aantrekkelijk vindt: „Ze ziet eruit als een vleermuis!” Het is een zuiver verstandshuwelijk, geregeld door Clarendon: Charles’ huwelijk met Catharina verschaft toegang tot de Portugese kolonies, met alle handel in rubber, thee en koffie van dien. Charles komt zijn plichten na, maar zit op het banket rustig naast Lady Castlemaine, zijn vrouw negerend. Charles vraagt de steenrijke handelaar William Kiffin een lening van £ 40.000. Kiffin weet heel goed dat hij dat geld nooit zou terugzien, en biedt hem in plaats daarvan een schenking van £ 10.000 aan. Opgelucht verklaart hij dat hij £ 30.000 heeft bespaard.
Dryden is tevreden met de tijdsgeest. Overal bloeit het theater en worden nieuwe stukken opgevoerd, waaronder zijn Tyrannick Love. Nell Gwyn wordt een nieuwe ster en komt algauw in de gunst van de koning, ten nadele van Lady Castlemaine. Nelly’s voordracht van de epiloog wordt door de jonge Purcell gesaboteerd, die papierproppen in haar decolleté blaast. Terug in de 20ste eeuw zit Barbara (dezelfde actrice als Lady Castlemaine) hoogzwanger in het huis van Charles en vraagt hem om geld, dat hij niet heeft. Ook zij is uit de gratie gevallen. Een Beefeater geeft een rondleiding door de Tower of London. Charles blijft achter bij de kroon van Karel II, en plotseling duikt de goudsmid op, die hem meeneemt op een drinkgelag. Boeren in een 17de-eeuwse taveerne zingen ‘Your hay it is mow’d’ uit King Arthur. Dan breekt de pest uit. Door Londen rijden karren met lijken. Purcell wordt in veiligheid gebracht, zijn vader overlijdt.
Er volgen beelden van een demonstratie tegen de Vietnamoorlog met de ouverture van Dido and Aeneas. Dan springt het verhaal naar de grote brand van Londen. Kapitein Cooke brengt de koorjongens in veiligheid. Charles en James doen hun best om het vuur te blussen. De muziek onder deze scène is van William Walton. In de volgende scène zit de 20ste-eeuwse Charles, die tijdens de betoging gewond is geraakt, in bad de brieven van koning Charles te lezen. Koning Charles wordt door schuldeisers achternagezeten. Hij laat simpelweg het Ministerie van Financiën sluiten, alle interesten weigeren en alle terugbetalingen bevriezen. De bankiers zijn ontsteld en gooien met papieren. Onverstoorbaar geeft de koning de opdracht tot de bouw van St Paul’s Cathedral, die meerdere miljoenen zal kosten. Hierop volgt een scène van de 20ste-eeuwse Charles en Nell die door het Koninklijk Observatorium van Greenwich dartelen. Vervolgens hebben ze een discussie over de staat van het moderne Engeland. Charles haat middelmatigheid en correctheid; volgens hem wordt de publieke opinie gedomineerd door banaliteit en onwetende meningen. Charles gaat naar de British Library en kijkt er het lange tijd verloren manuscript van The Fairy-Queen in.

### Late regering van Charles II

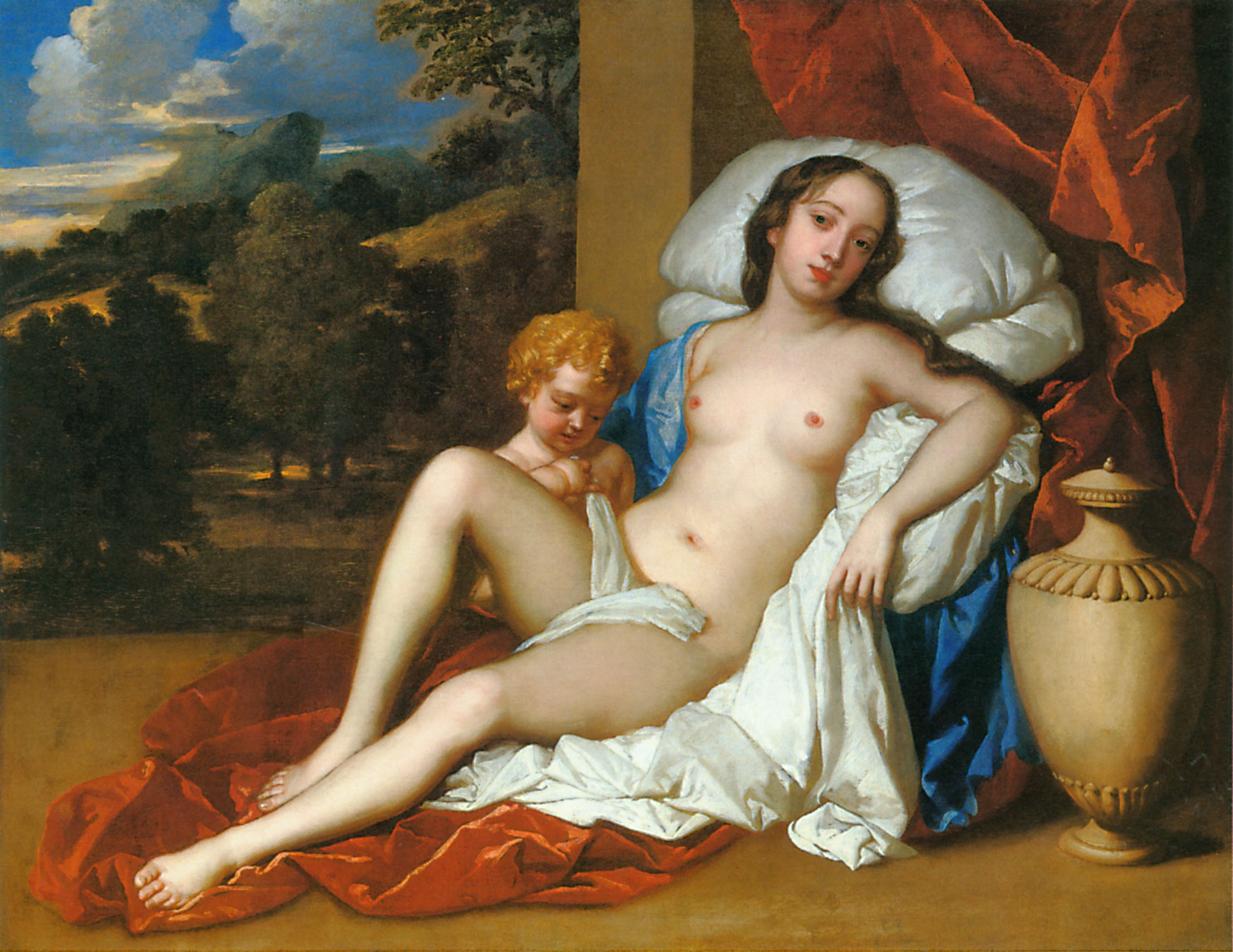
Venus en Cupido door Peter Lely. In de film staat Nell Gwyn model; mogelijk poseerde hier echter Lady Castlemaine.

Koning Charles zit tussen zijn maîtresses en hondjes en Dryden leest hem voor uit zijn epiloog voor het theater van 1681. ’s Avonds danst de koning met Nell Gwyn en vrijt met haar. Peter Lely portretteert Nell, en het verhaal springt kortstondig weer naar de 20ste eeuw.
Purcell is een adolescent. Hij loopt met Pelham Humfrey druk door een repetitie voor een Franse opera voor het huwelijk van prins Jacobus met Maria van Modena in 1673, waarvoor Purcell de muziek moet schrijven, hetgeen hij weigert. Pelham dweept met alles wat Frans is en spioneert in Frankrijk; Henry heeft het niet zo op Franse muziek begrepen: te veel noten.
De koning wordt oud. Hij doet het rustig aan en brengt veel tijd bij zijn paardenstallen in Newmarket door. Hij kaatst wat en maakt een wandeling met zijn nieuwste geliefde, Louise de Kérouaille. Shaftesbury praat in op Monmouth: de koningin kan niet voor nakomelingen zorgen, dus Monmouth kan een gooi naar het koningschap wagen. In de volgende scène voert Charles, gefascineerd door de nieuwe ideeën van Isaac Newton, met enkele kinderen een experiment in een schuur uit, die ontploft.

### Purcell als volwassene
Purcell is sprakeloos door de eer van zijn opdracht om de muziek te verzorgen op het huwelijk van Maria Stuart met Willem van Oranje. Maria tracht haar lachen te bedwingen wanneer Dryden vers 21 tot 24 uit de epiloog van The Conquest of Granada voordraagt. Tevreden kijkt Purcell vanaf het orgel neer op de ceremonie. Tijdens de huwelijksnacht vlucht Maria gillend de trappen omlaag.
Purcell wil huwen: zijn bruid heet Frances en komt uit Vlaanderen. Dat is gevaarlijk, want Purcell bekleedt een openbaar ambt en Frances is katholiek. Samuel Pepys herinnert de beiden aan de Engelse Burgeroorlog en besluit de koning niet in te lichten. Later maakt Charles een wandeling met Henry, Frances, Pepys, Shaftesbury en Monmouth. Hij voelt zijn einde genaken en is ongerust over wat na zijn dood met het koninkrijk zal gebeuren. Op dreigende toon roept hij Shaftesbury toe: „Op de dag des oordeels zullen we zien wiens kont het zwartst is!” Beelden van een pausverbrandingsprocessie worden afgewisseld met een mars van de Oranjeorde en Ian Paisley. Ondertussen bevalt Frances Purcell.
Titus Oates lokt de fictieve paapse samenzwering uit. Dan gaat het abrupt weer naar de jaren 60. Bill leest de eerste versie van Charles’ toneelstuk in de pub, en vindt het extreem gewelddadig. Bill noemt Charles een verkapte socialist, waardoor Charles zich beledigd voelt; zowel kapitalisme als socialisme vindt hij ergerlijk en hersenloos. Nell zet de radio aan en de herkenningsmelodie Lilliburlero van de BBC weerklinkt. „Gelukkig is de BBC the Empire nog niet vergeten!”, smaalt Bill.
De winter van 1684 is abnormaal koud en de Theems bevriest. Purcell, Frances en Pepys schaatsen. Purcell zegt dat Shaftesbury gearresteerd is en vertelt een parabel. Een menigte schaatst over het ijs. In de volgende scène moet Purcell rechter spelen op een wedstrijd voor orgels. Giovanni Battista Draghi maakt zich kwaad omdat het zijne gesaboteerd is. Op dat moment stormt een man binnen die zegt dat de koning gestorven is.

### James II
Purcells toekomst is onzeker. James II wordt koning, zijn neef pleegt de Monmouth-opstand en wordt geëxecuteerd. Het theater gaat verder, maar Purcell componeert geen kerkmuziek meer. In 1688 gaat A Fool's Preferment van Thomas D'Urfey in première en in het theater breken rellen uit. Er dreigt weer revolutie in het land: tegenstanders van de koning en gewezen aanhangers van Monmouth worden opgehangen. Kolonel Wharton klopt bij Purcell aan de deur en geeft hem geld om het koninklijke orgel te repareren. Frances bevalt opnieuw.
Purcell zit in de kroeg met onder anderen Dryden, Pepys, Draghi en John Gostling, die de favoriete bas van koning Charles was. Op verzoek zingt Gostling They that go down to the sea in ships, een zeer laag lied dat Purcell voor Charles had getoonzet maar dat de koning niet meer te horen had gekregen. De boreling sterft; Henry en Frances rouwen.
De 20ste-eeuwse Charles en Nell ruziën. In de pub ontspint zich een discussie over het lot van het Verenigd Koninkrijk in Europa. Charles beschouwt Europa als een ziekelijke bourgeoistruc om het land in de consumerende stompzinnigheid te storten; Engeland is gereduceerd tot een bedelaar aan de toegangspoort van de Europese markt.

### William en Mary

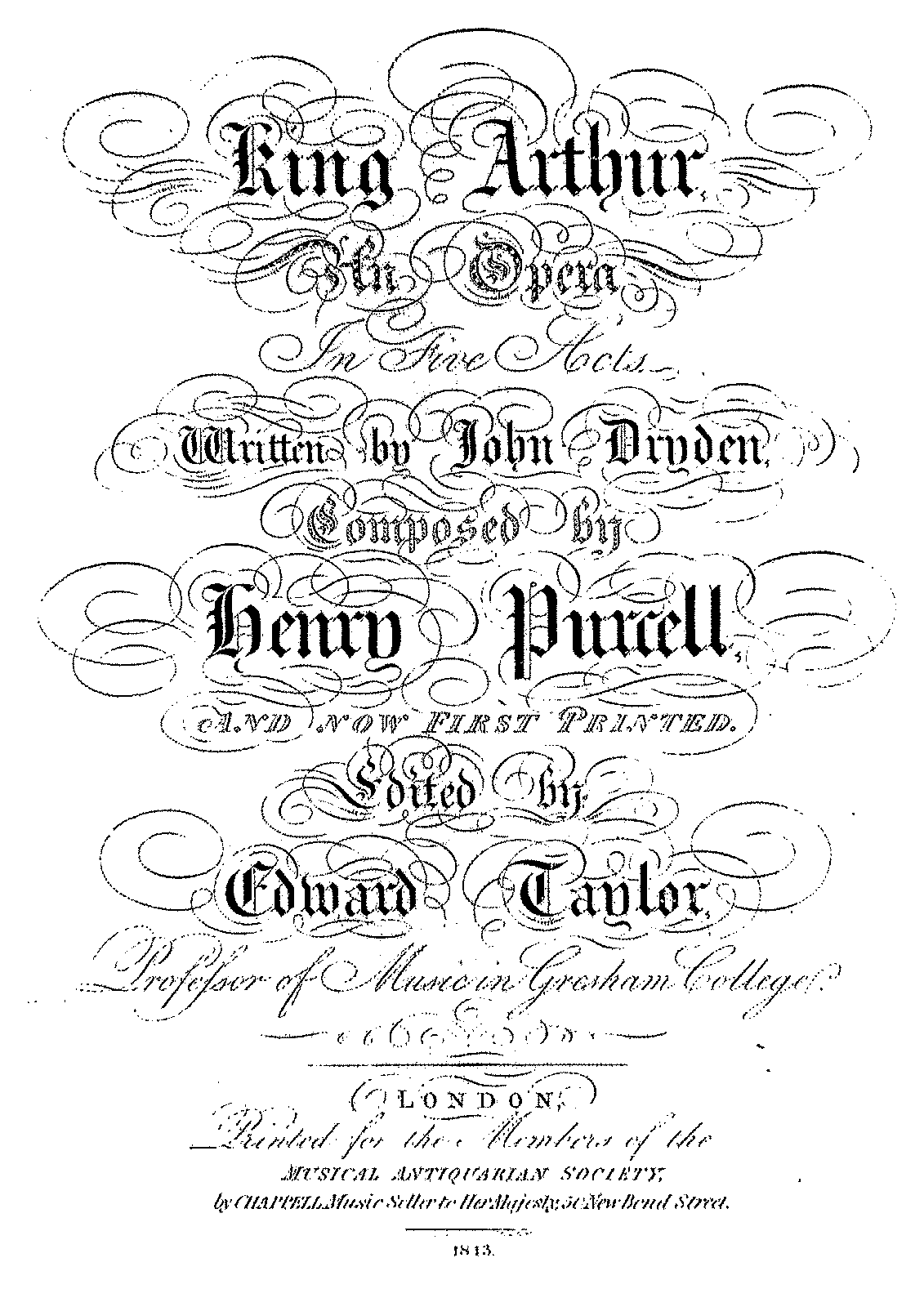
Dryden geeft Purcell het manuscript van King Arthur. De opera wordt een immens succes.

De Glorious Revolution vindt plaats. Willem en Maria landen op hetzelfde strand waarop Charles II in het begin van de film voet aan wal zette. Maria giechelt constant en tijdens de audiëntie vertelt ze Purcell dat Willem hoofdzakelijk van militaire muziek houdt. In de volgende scène heeft Purcell een zware ruzie met Thomas Sprat, de decaan van Westminster Abbey, over wie recht heeft op de inkomsten uit de ticketverkoop voor de kroningsceremonie. Purcell begint oncontroleerbaar te hoesten. Bij Purcell thuis zit Dryden aan zijn haardvuur en geeft hem het manuscript van King Arthur, or the British Worthy: van het hof komen geen opdrachten meer, dus Purcell en Dryden moeten hun geluk voortaan in het theater beproeven. In de 20ste eeuw vindt Bill Charles’ toneelstuk niet goed: te veel woorden.

### Purcells late carrière
Frances Purcell bevalt nogmaals. Pepys wordt ’s nachts gearresteerd. Kolonel Wharton is woest op Purcell: hij ziet in King Arthur allerlei subversieve tendensen en raadt de componist met klem aan, uit de buurt van die gevaarlijke innovatie ‘opera’ te blijven. King Arthur gaat in première met enorme spektakelscènes; de koning en koningin zitten in het publiek. Mary is ontroerd, William kan nauwelijks de ogen openhouden. Na de voorstelling, terwijl Henry en Frances thuis met hun pasgeboren baby zitten, insinueert Frances dat Purcell een oogje op de koningin heeft. Thomas Betterton, zegt Purcell, wil The Fairy-Queen opvoeren met tekst van Charles Sedley. De twintigste-eeuwse Charles en Nell lezen over sterftecijfers omstreeks het jaar 1700.
Koningin Mary heeft pokken en is stervende. Ze krijgt aderlatingen. Willem is op militaire campagne in Ierland. Purcell is van streek door de dood van de koningin. Om financiële redenen moet hij Dido and Aeneas hernemen en zelf de rol van Belinda spelen. De danseressen van Josias Priest moeten eruit. De volgende scène is een chaotische wirwar van dansers, terwijl Dryden de laatste vijf verzen uit zijn ‘Song for St. Cecilia's Day’ uit 1687 voordraagt. Dan geeft Dryden een klaagzang ten beste over de onbetrouwbaarheid van politici en de schijnheiligheid van de mensheid in het algemeen.
Na Maria’s begrafenisstoet vlucht Purcell naar Bedlam en vertoeft er onder de psychisch gestoorden. De scène is mistig of stoffig en Purcell en de 20ste-eeuwse Charles maken oogcontact. Vervolgens zit Purcell in 20ste-eeuwse kleren bij Charles op de sofa. Hij zegt dat middelmatigheid een grote troost kan zijn en dat ook hij, de gevierde Purcell, vergeten zal worden. Niemand zal nog om zijn muziek geven, en zelfs zijn Dido and Aeneas zal niet meer worden opgevoerd. „Sinds Dioclesian vijftig theaterwerken in vier jaar tijd — en het resultaat? Armoede.” Purcell treurt om de teloorgang van zijn enige bezit: zijn vaderland. Charles vermoedt dat hij naar antwoorden heeft gezocht die er niet waren. „Hoe ironisch”, besluiten ze. Ironie is een Engelse deugd, aldus Purcell, maar hoop moet van binnenuit komen; zonder hoop bevriest de mens.

### Overlijden en nalatenschap van Purcell
Purcell is door zijn vrouw buitengesloten en zit in de gietende regen op de trappen voor zijn huis te hoesten. Op zijn sterfbed maakt hij zich zorgen over zijn schulden, reciteert zijn catch ‘'Tis women makes us love’ (Z281) en wil verder componeren aan The Comical History of Don Quixote van Thomas D'Urfey (Z578). Eensklaps sterft hij. Op de begrafenis staat de 20ste-eeuwse Charles naast kapitein Henry Cooke, die geen pruik op heeft en een moderne jas draagt. Cooke zegt dat Purcell een muzikale kolos was en zijn onsterfelijke muziek aan de Engelsen heeft geschonken. „Iemand als hij zal er niet meer komen.”
In Good King Charles's Golden Days wordt afgevoerd. Charles en Nell zijn het stuk beiden beu. Charles heeft naar een rol in een film gesolliciteerd, maar ze niet gekregen. Het is twijfelachtig of hij ooit zijn toneelstuk zal voltooien. Benjamin Britten dirigeert een fuga en er verschijnen beelden van Engeland in de 17de en 20ste eeuw. Aan het eind van de film staan alle personages op de bühne en buigen naar het publiek. Tijdens de aftiteling zingt een sopraan Fairest Isle.

## Rolverdeling
| Acteur                  | Personage                 |
| ----------------------- | ------------------------- |
| Michael Ball            | Henry Purcell             |
| Simon Callow            | Charles                   |
| Lucy Speed              | Nelly                     |
| Terence Rigby           | Henry Cooke               |
| Ben Soames              | Pelham Humfrey            |
| Robert Stephens         | John Dryden               |
| John Shrapnel           | Samuel Pepys              |
| Murray Melvin           | Lord Shaftesbury          |
| Richard Wellings-Thomas | de hertog van Monmouth    |
| Rebecca Tremain         | Catharina van Bragança    |
| Guy Henry               | Jacobus II                |
| Rebecca Front           | Maria II                  |
| Corin Redgrave          | Willem III                |
| John Fortune            | Lord Clarendon            |
| Simon Flind             | Giovanni Battista Draghi  |
| Nina Young              | Frances                   |
| Vernon Dobtcheff        | Thomas Sprat              |
| Peter Woodthorpe        | William Kiffin            |
| Antonia de Sancha       | Louise de Kérouaille      |
| Bill Kenwright          | Bill Betterton            |
| Letitia Dean            | Barbara, Lady Castlemaine |
| Edward Michie           | de jonge Henry Purcell    |
| Tom Shrapnel            | de jonge Pelham Humfrey   |
| David Thomas            | John Gostling             |
| Constantine Gregory     | kolonel Wharton           |
| Brook Williams          | Josias Priest             |
| Humphrey Bangham        | Peter Lely                |
| Patricia Quinn          | Elizabeth Purcell         |

## Muziek in de film (in chronologische volgorde)
- Hear my prayer, O Lord (Z15)

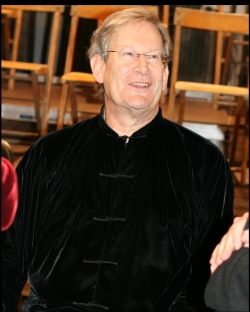
John Eliot Gardiner dirigeerde de muziek.

- Symfonie uit het vierde bedrijf van The Fairy-Queen (Z629)
- ‘Round O’ uit Abdelazer (Z570)
- I attempt from love's sickness to fly uit het derde bedrijf van The Indian Queen (Z630)
- Ouverture van The Married Beau (Z603)
- Fantasia voor 4 viola’s in Bes-majeur (Z736)
- Sonate voor trompet en strijkers in D-majeur (Z850)
- Close thine eyes, and sleep secure (Z184)
- ‘Come if you dare’ uit het eerste bedrijf van King Arthur, or the British Worthy (Z628)
- I attempt from love's sickness to fly (Z630)
- ‘'Tis I that have warmed ye’ uit het derde bedrijf van King Arthur (Z628)
- ‘Your hay it is mow’d’ uit het laatste bedrijf van  King Artur (Z628)
- ‘What power art thou?’ uit het derde bedrijf van King Arthur (Z628)
- ‘Wayward, sisters’ uit het tweede bedrijf van Dido and Aeneas (Z626)
- Tweede beweging uit de ouverture van Dido and Aeneas (Z626)
- ‘Symphony of the Air’ uit de filmmuziek voor Battle of Britain (William Walton)
- ‘Come away, fellow sailors’ uit het derde bedrijf van Dido and Aeneas (Z626)
- Tweede beweging uit de ouverture van The Fairy-Queen (Z629)
- ‘Now join your warbling voices all’ uit het tweede bedrijf van The Fairy-Queen (Z629)
- ‘Hush, no more’ uit het eerste bedrijf van The Fairy-Queen (Z629)
- ‘Make room for the great god of wine’ uit het laatste bedrijf van The Prophetess, or the History of Dioclesian (Z627)
- Fantasia voor 4 viola’s in d-mineur (Z739)
- ‘2nd Musick: Air’ uit The Fairy-Queen (Z629)
- Lilliburlero (volksliedje)
- ‘Come, shepherds, lead up a lively measure’, uit het tweede bedrijf van King Arthur (Z628)
- ‘Great minds against themselves conspire’ uit het derde bedrijf van Dido and Aeneas (Z626)
- ‘Jig’ uit The Gordian Knot Unty'd (Z597)
- Lilliburlero
- 1ste beweging van de ouverture van Dido and Aeneas (Z626)
- ‘See, we assemble’ uit het derde bedrijf van King Arthur (Z628)
- O Lord our governor (Z39)
- Why, why are all the muses mute? (Z343)
- ‘Scene of the drunken poet’ uit het eerste bedrijf van The Fairy-Queen (Z629)
- They that go down to the sea in ships (Z57)
- ‘Scene of the drunken poet’ (vervolg) uit het eerste bedrijf van The Fairy-Queen (Z629)
- ‘O let me weep’ uit het laatste bedrijf van The Fairy-Queen (Z629)
- ‘Triumph, victorious love’ uit het vijfde bedrijf van Dioclesian (Z627)
- Come, ye sons of art, away (Z323)
- In guilty night (Z134)
- ‘How happy the lover’ uit het vierde bedrijf van King Arthur (Z628)
- Man that is born of a woman (Z27)
- ‘Mars’ uit de begrafenismuziek voor koningin Mary (Z860)
- Elektronische versie van de ‘mars’ uit de begrafenismuziek voor koningin Mary (Wendy Carlos)
- Thou knowest, Lord, the secrets of our hearts (Z58C)
- Hear my prayer, O Lord (Z15)
- ‘Dido's Lament’ uit het laatste bedrijf van Dido and Aeneas (Z626)
- ‘Fuga’ uit The young person's guide to the orchestra (Benjamin Britten)
- ‘Fairest Isle’ uit het laatste bedrijf van King Arthur (Z628)

## Receptie door de filmkritiek
De film werd in 2009 op dvd uitgebracht. In het begeleidende boekje geeft Tony Palmer uitleg over de ontstaansgeschiedenis. Klassiekemuziekblogger Rick Jones op de website van de BBC achtte het scenario erg wijdlopig en verwarrend en het tempo van de film behoorlijk langzaam. Volgens hem is er simpelweg te weinig informatie over Purcells leven bekend om een coherent verhaal te construeren. De ruwe, moderne muziek van Walton tijdens de Londense brandscène vond hij storend en misplaatst.
Chadwick Jenkins noemde de film in 2007 een mislukte biopic. De prent concentreert zich meer op Charles dan op Purcell en de componist wordt onvoldoende lang gevolgd om een band met de toeschouwer te kunnen scheppen. Benevens duidelijke anachronismen lijdt de film aan een gebrek aan focus: door het grote aantal referenties aan historische gebeurtenissen verliezen de scenarist en regisseur de figuur van Purcell uit het oog, en het is ironisch dat Bill het toneelstuk dat Charles schrijft, bekritiseert omdat het „te veel woorden en te weinig actie” bevat. Net zoals Charles de toneelschrijver fulmineert tegen de dictatuur van de middelmatigheid, kan ook dit filmscript niet aan de middelmatigheid ontsnappen. Ook Jenkins beschouwt het gebruik van muziek van William Walton en Wendy Carlos als een slechte inschatting.
De recensent van Gramophone was positief over de film en beschouwde hem als educatief, in weerwil van „een beetje geratel”; Derek Elley vond daarentegen de film te lang en de verhaallijn in de jaren 60 overbodig: Palmer deed te veel moeite om koste wat het kost parallellen tussen de Restauratie en het Engeland van de jaren 60 te creëren.